# Ni Dieu ni maître (devise)
Pour les articles homonymes, voir Ni Dieu ni maître.

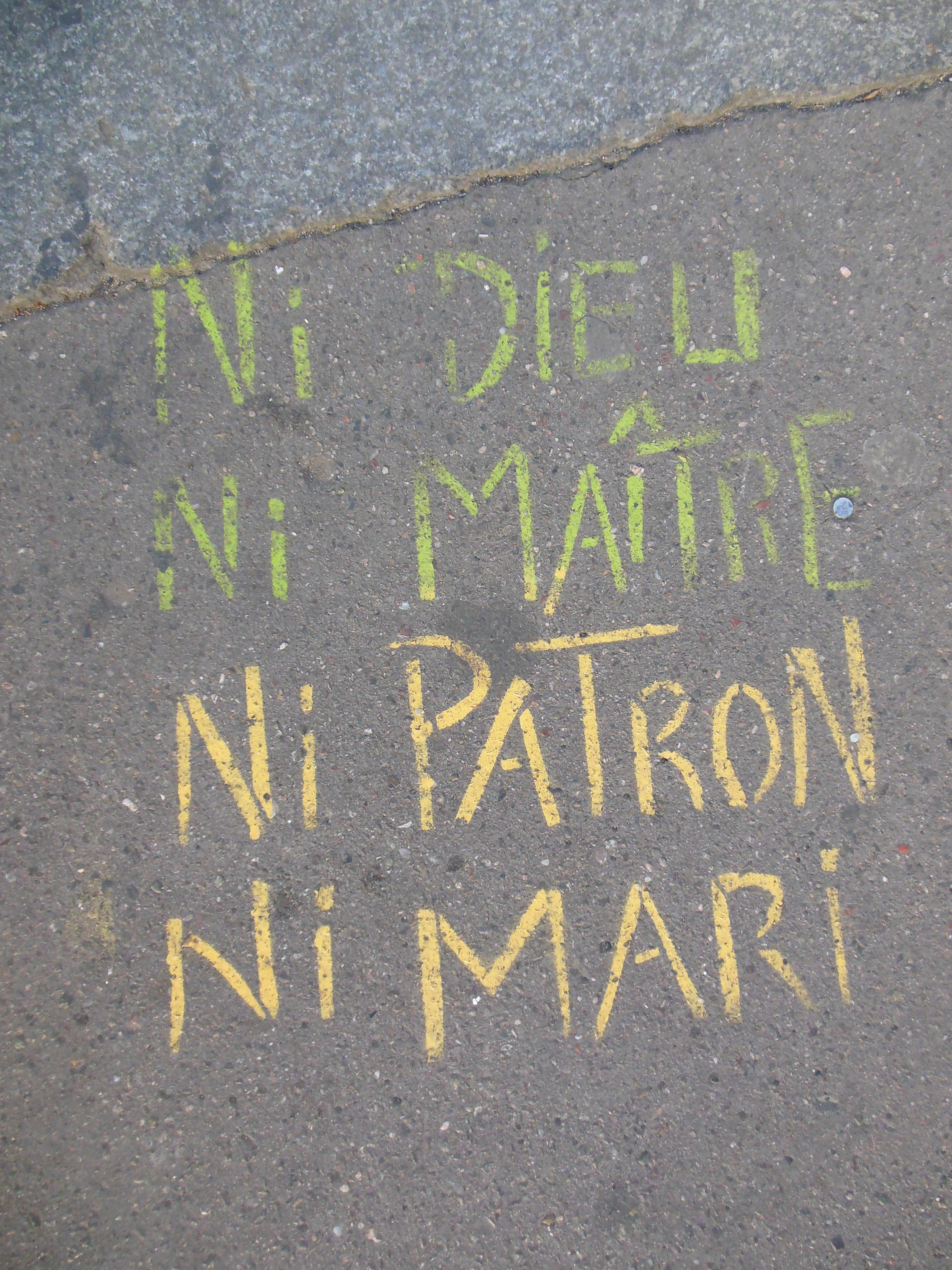
« Ni Dieu ni maître ni patron ni mari », graffiti féministe en France.

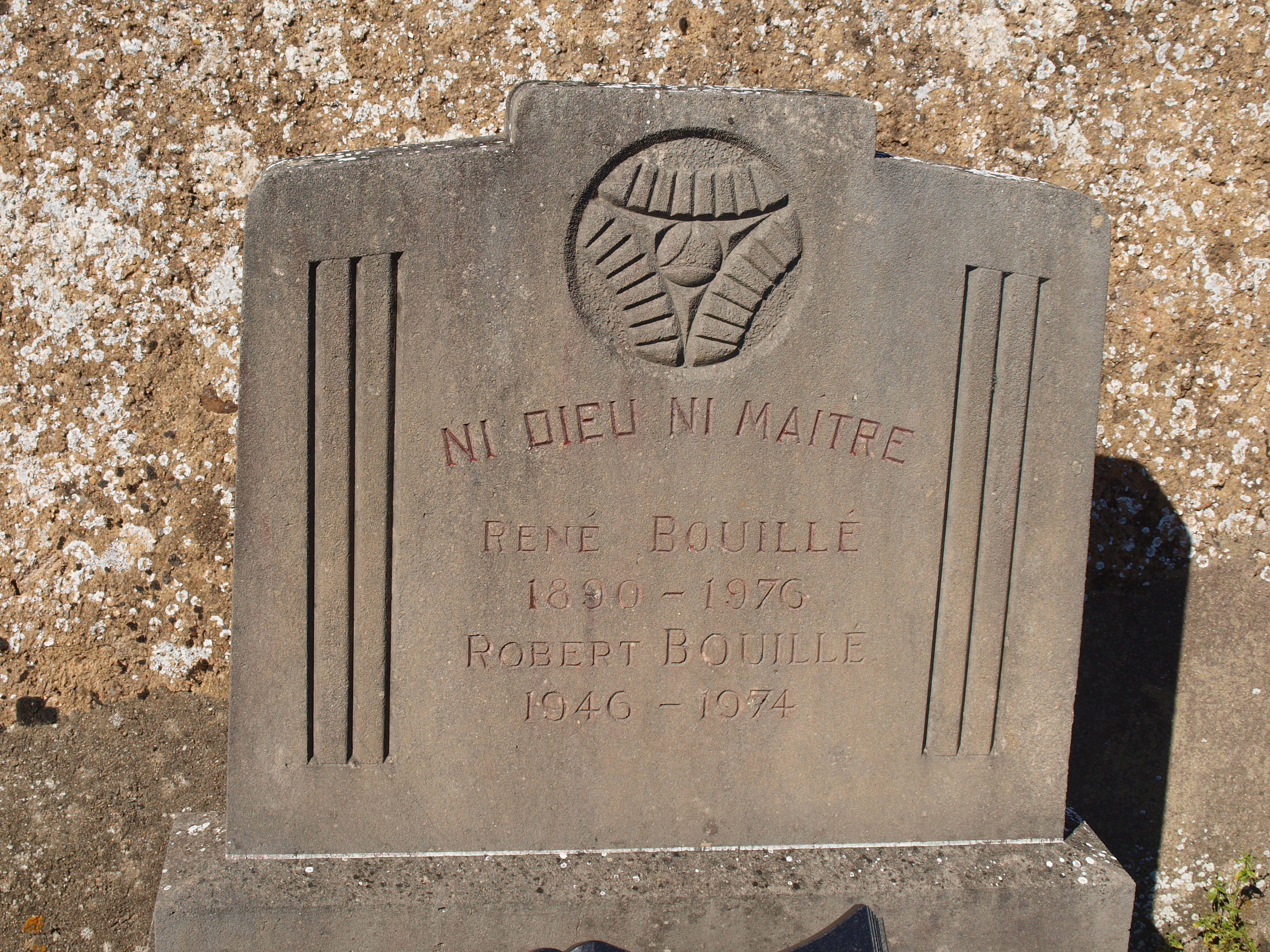
Sépulture contenant la mention "Ni Dieu ni maître".

"Ni Dieu(x) ni maître(s), sans foi(s) ni loi(s)" est une devise anarchiste, utilisée dès la fin du XIXe siècle. Elle exprime la volonté de l'individu de ne se soumettre à aucune autorité politique ou divine. En langue française, l'expression n'avoir ni dieux ni maîtres peut aussi désigner le désir de quelqu'un de vivre sans aucune contrainte.

## Historique
L'expression trouve son origine dans le journal homonyme fondé en 1880 par Auguste Blanqui. Selon le chercheur du socialisme Maurice Dommanget, elle aurait été inspirée par une brochure du docteur Étienne Susini (1839-1908, militant socialiste parisien) intitulée Plus de Dieu, plus de maître, qui avait été publiée en 1870. Aussi, selon Dommanget, le « maître » de la formule originale ne s'étend pas à toute forme d’autorité, mais fait référence uniquement au Capital et l’exploitation économique qu’il suppose. 
Le slogan a peut-être été popularisé grâce à l'influence de l'ouvrage de Nietzsche, Ainsi parlait Zarathoustra. De nombreux militants anarchistes ont été inspirés par la lecture de Nietzsche ; or, dans la section consacrée aux trois métamorphoses de l'esprit, Nietzsche décrit l'esprit créateur en ces termes : "Il cherche ici son dernier maître : il veut être l’ennemi de ce maître, comme il est l’ennemi de son dernier dieu ; il veut lutter pour la victoire avec le grand dragon.
Quel est le grand dragon que l’esprit ne veut plus appeler ni dieu ni maître ? « Tu dois », s’appelle le grand dragon. Mais l’esprit du lion dit : « Je veux. »"
Dès les premières décennies de la Troisième République en France, de manière minoritaire, l'inscription « Ni Dieu ni maître » était parfois utilisée pour orner les tombes à caractère républicain ou révolutionnaire. L'expression donne aussi son nom à une chanson de Léo Ferré, qui est dédiée à la dénonciation de la peine de mort. Elle a été aussi reprise dans de nombreuses publications, affiches et chansons du mouvement punk. Dans le mouvement féministe, la mention « ni mari » est parfois ajoutée.

## Critiques
Dès les débuts de sa popularité, la devise anarchiste a fait aussi objet d'une forte contestation, notamment de la part des chrétiens catholiques. À cette phrase, Paul Claudel avait répliqué « Choisir Dieu est le seul moyen radical de n'avoir aucun maître ».